# Journalisme culturel
Le journalisme culturel est une branche du journalisme qui se consacre à la couverture de l'actualité culturelle et artistique, y compris, sans toutefois s'y limiter, le cinéma, la littérature, la musique, le théâtre, la danse et les arts visuels. Cette branche demeure d'une remarquable vitalité tant dans les vocations que dans les outils utilisés pour créer du contenu.